# 카리네 텔레스
카리네 텔레스(Karine Teles, 1978년 8월 16일 ~ )는 브라질의 배우이다. 2019 브라질 영화 대상 여우주연상 수상자이다.

## 출연 작품
- 바쿠라우 - 포라스테이라 역